# جبار ياسين
جبار ياسين حسين كاتب مسرحي وصحفي وروائي وشاعر عراقي وُلد في بغداد عام 1954، وانضم إلى الحزب الشيوعي العراقي وهو في سن الرابعة عشرة فأصبح رئيسًا للشباب الشيوعي في بغداد، إلا أنه استقال من الحزب عندما اندمج الحزب الشيوعي العراقي مع حزب البعث العربي الاشتراكي لتشكيل الجبهة الوطنية التقدمية.
تعرض جبار ياسين للاعتقال والتعذيب لعدة مرات بسبب معارضته لحزب البعث الذي سيطر على مقاليد السلطة في العراق آنذاك، وكان يدرس في جامعة بغداد، ويعمل كصحفي فمنعته السلطة من الاستمرار في الدراسة أو العمل حتى تم اعتقاله في عام 1976، وبعد أن أطلق سراحه هاجر إلى فرنسا، وهناك شارك مع زملائه من الأدباء والمثقفين العراقيين المنفيين في تأسيس مجلة «أصوات» التي كانت تنتقد الرئيس العراقي الراحل صدام حسين.
عمل جبار ياسين على ترجمة الشعر من العربية إلى الفرنسية، وصدر له ما يزيد عن 15 كتابًا تُرجم بعضها إلى عدة لغات أجنبية من بينها الإنجليزية، والفرنسية، والإسبانية، والإيطالية، كما نُشرت مقالاته بالعديد من الصحف والمجلات والمواقع العربية والعالمية مثل مجلة الدوحة القطرية، وغيرها.

## مؤلفاته
ألف جبار ياسين العديد من المؤلفات التي تنوعت ما بين الرواية، والقصة القصيرة، والنصوص الشعرية، والمسرحية، ومنها:
- على ضفاف الجنون: صدرت عام 1986 عن دار منشورات الجمل للشنر والتوزيع.[5]
- وداعاً أيها الطفل (شعر): صدر عام 1999 عن الهيئة المصرية العامة للكتاب بالقاهرة.[6]
- القارئ البغدادي (مجموعة قصصية): صدرت عام 2003 عن دار الآداب اللبنانية للنشر والتوزيع ببيروت.[7]
- طرق يونس (مسرحية): صدرت عام 2014، وعُرضت عام 2015 على مسرح سكريب لارماتان في العاصمة الفرنسية باريس.[8]
- أرض للنسيان: صدرت عن دار منشورات الجمل للشنر والتوزيع.[9]
- سر الهدهد (رواية)
- حلم الضابط الأمريكى
- رياح اليوم القادم (شعر): صدر عام 2020 عن دار خطوط وظلال للنشر والتوزيع بالقاهرة.[10]
- كتاب الصداقات: صدر عام 2021 عن دار بتانة للنشر والتوزيع بالقاهرة.[11]

## التكريمات والجوائز
حظي الكاتب جبار ياسين بتكريم العديد من الجهات عربياً وعالميا، وحصل على العديد من الجوائز الأدبية من أهمها:
- الجائزة العالمية لأدباء البحر المتوسط.
- جائزة المؤلف الحدود من مدينة ترييستي الألمانية عام 2004.